# Christos Zafeiris
Christos Zafeiris (Atenas, Grecia, 23 de febrero de 2003) es un futbolista noruego que juega de centrocampista en el S. K. Slavia Praga de la Liga de Fútbol de la República Checa.

## Trayectoria
Nacido en Atenas, Grecia, se trasladó a Noruega a los 9 años. Comenzó su carrera profesional en el Grorud IL en 2020. En agosto de 2021, firmó un contrato de cuatro años y medio con el FK Haugesund. Simultáneamente fue cedido de nuevo al Grorud para el resto de la temporada 2021. El 3 de abril de 2022 debutó en la Eliteserien en una derrota por 3-1 contra el Sandefjord Fotball.
El 29 de enero de 2023 firmó un contrato de cuatro años y medio con el S. K. Slavia Praga.

## Estadísticas

### Clubes
Actualizado al último partido disputado el 27 de mayo de 2023.
| Club                                 | Div.          | Temporada     | Liga  | Liga  | Liga   | Copas nacionales | Copas nacionales | Copas nacionales | Copas internacionales | Copas internacionales | Copas internacionales | Total | Total | Total  |
| Club                                 | Div.          | Temporada     | Part. | Goles | Asist. | Part.            | Goles            | Asist.           | Part.                 | Goles                 | Asist.                | Part. | Goles | Asist. |
| ------------------------------------ | ------------- | ------------- | ----- | ----- | ------ | ---------------- | ---------------- | ---------------- | --------------------- | --------------------- | --------------------- | ----- | ----- | ------ |
| Grorud IL · Noruega                  | 2.ª           | 2020          | 20    | 0     | 1      | 0                | 0                | 0                | —                     | —                     | —                     | 20    | 0     | 1      |
| Grorud IL · Noruega                  | 2.ª           | 2021          | 27    | 2     | 3      | 3                | 1                | 1                | —                     | —                     | —                     | 30    | 3     | 4      |
| Grorud IL · Noruega                  | Total club    | Total club    | 47    | 2     | 4      | 3                | 1                | 1                | 0                     | 0                     | 0                     | 50    | 3     | 5      |
| FK Haugesund · Noruega               | 1.ª           | 2022          | 29    | 4     | 5      | 3                | 1                | 0                | —                     | —                     | —                     | 32    | 5     | 5      |
| FK Haugesund · Noruega               | Total club    | Total club    | 29    | 4     | 5      | 3                | 1                | 0                | 0                     | 0                     | 0                     | 32    | 5     | 5      |
| S. K. Slavia Praga · República Checa | 1.ª           | 2022-23       | 15    | 1     | 4      | 3                | 0                | 0                | —                     | —                     | —                     | 18    | 1     | 4      |
| S. K. Slavia Praga · República Checa | 1.ª           | 2023-24       | 0     | 0     | 0      | 0                | 0                | 0                | —                     | —                     | —                     | 0     | 0     | 0      |
| S. K. Slavia Praga · República Checa | Total club    | Total club    | 15    | 1     | 4      | 3                | 0                | 0                | 0                     | 0                     | 0                     | 18    | 1     | 4      |
| Total carrera                        | Total carrera | Total carrera | 91    | 7     | 13     | 9                | 2                | 1                | 0                     | 0                     | 0                     | 100   | 9     | 14     |

## Palmarés

### Títulos nacionales
| Título                               | Club               | País            | Año  |
| ------------------------------------ | ------------------ | --------------- | ---- |
| Copa de la República Checa           | S. K. Slavia Praga | República Checa | 2023 |
| Liga de Fútbol de la República Checa | S. K. Slavia Praga | República Checa | 2025 |